# Asteroporpa reticulata
Asteroporpa reticulata är en ormstjärneart som beskrevs av Baker 1980. Asteroporpa reticulata ingår i släktet Asteroporpa och familjen medusahuvuden. Inga underarter finns listade i Catalogue of Life.